# Oecothea praecox
Oecothea praecox – gatunek muchówki z rodziny błotniszkowatych i podrodziny Heleomyzinae.
Gatunek ten opisany został w 1862 roku przez F. Hermanna Loewa.
Muchówka o ciele długości od 5 do 6 mm. Policzki jej są w częściach środkowych tak wysokie jak oczy złożone. Czułki mają trzeci człon z wyraźnym kątem koło wierzchołka. W chetotaksji tułowia występuje jedna pary szczecinek śródplecowych leżąca przed szwem poprzecznym. Przedpiersie jest nagie, a tarczka owłosiona. Kolce na żyłce kostalnej skrzydła są dłuższe niż owłosienie. Środkowa para odnóży ma na brzusznej stronie goleni ostrogi.
Owad znany z Wielkiej Brytanii, Francji, Belgii, Holandii, Niemiec, Danii, Szwecji, Polski, Czech, Węgier, Litwy, Łotwy, Ukrainy i Estonii. Larwy rozwijają się w jaskiniach.